# Kirják Róbert
Kirják Róbert (Nyíregyháza, 1978. szeptember 19.) közgazdász, színigazgató.

## Élete
Szülővárosában az általános iskola elvégzését követően a Krúdy Gyula Gimnáziumban érettségizett. A színház szeretetét szüleinek köszönheti, akikkel ez idő alatt gyakran járt előadásokra.
2001-ben Békéscsabán a Tessedik Sámuel Főiskola gazdasági kar pénzügy és számvitel szakán diplomázott, ezt követően pedig 2005-ben tett sikeres államvizsgát a Debreceni Egyetem Közgazdaságtudományi Karán.
Rövid banki és könyvelőirodai munka után 2002-ben pályázott a Móricz Zsigmond Színházhoz, ahol áprilistól a VIDOR Fesztivál pénzügyi feladatait koordinálta, majd július 1-jétől Tasnádi Csaba igazgató gazdasági igazgatóként szerződtette. 2008 májusában ő szervezte Nyíregyházára a Gazdasági Igazgatók Találkozóját, melyen vidéki és fővárosi színházak gazdasági igazgatói is részt vettek.
2010. december 1-től a költségvetési szerv megszűnéséig, 2013. június 30-ig a színház ügyvezetője volt. 2013. július 1-től a nyíregyházi színház nonprofit gazdasági társaságként működik, ahol a tulajdonos – az alapítói jogkörrel rendelkező polgármester, – a gazdasági igazgató pozíció mellett az intézmény cégvezetőjévé is kinevezte.
2016. február 9-én, a megyeszékhely polgármestere felmentette tisztségéből az akkori igazgatót és egy évre Kirják Róbertet bízta meg az ügyvezetői feladatokkal. Művészeti tanácsadónak Sediánszky Nórát választotta.
2016-ban, majd 2022-ben is sikeresen pályázott a Móricz Zsigmond Színház ügyvezetői igazgatására, kinevezése 2017. február 11-től 2027. február 10-ig szól. E megbízatásában a VIDOR Fesztivált is irányítja. 2017-ben szerződtette a színház főrendezőjeként Göttinger Pált, aki 2019-től pedig Horváth Illést a művészeti vezetői feladatokra.
Lokálpatrióta, hobbija a foci és a sakk – amit versenyszerűen űzött: felsőfokú tanulmányai megkezdéséig ifjúsági sakkozóként FIDE mesterjelölti címet ért el. 2017 áprilisában a Szabolcs-Szatmár-Bereg megyei Sakkszövetség elnökének választották.